# Sami (Burkina Faso)
Sami ist sowohl eine Gemeinde (französisch commune rurale) als auch ein dasselbe Gebiet umfassendes Departement im westafrikanischen Staat Burkina Faso, in der Region Boucle du Mouhoun und der Provinz Banwa.
Die Gemeinde hat in neun Dörfern 8684 Einwohner.